# Pataki Márta
Pataki Márta, asszonynevén Németh Jenőné, publikációkban N. Pataki Márta (Szentes, 1943. január 1. – 2017. november 15.) magyar–történelem szakos középiskolai tanár, könyvtáros, művelődéstörténész. Több mint 40 éven át a Szegedi Tudományegyetem könyvtárosaként tevékenykedett, ebből több mint 20 évig mint a Folyóirat- és Hírlaptár vezetője. 2008-ban ő írta a Wikipédia tízmilliomodik szócikkét Nicholas Hilliardról, egy 16. századi angol arcképfestőről, és ezzel beírta magát az online enciklopédia történetébe.

## Életútja
Érettségi vizsgát 1961-ben a szentesi Horváth Mihály Gimnáziumban tett. 1966-ban Szegeden a József Attila Tudományegyetemen szerzett magyar–történelem szakos középiskolai tanári oklevelet. Legkiválóbb tanárai e két szakon Bálint Sándor, Hahn István, Horváth István Károly, Szauder József. Budapesten az ELTE könyvtártudományi szakán 1975-ben felsőfokú könyvtárosi szakképesítést, 1981-ben pedig könyvtárosi diplomát szerzett, ugyanitt védte meg sajtótörténeti bölcsészdoktori értekezését 1983-ban. Több mint 40 évig dolgozott a közalkalmazotti pályán tanárként és könyvtárosként, ebből 1968. január 1-től 2007. január 16-ig volt a Szegedi Tudományegyetem JATIK, korábban Egyetemi Könyvtár munkatársa, ahol több mint 20 évig (1983. január 1-től 2004 decemberéig) a mintegy 200 000 kötetes Folyóirat- és Hírlaptár vezetője volt, és könyvtárszakos hallgatók gyakorlatait vezette. 2007. január 16-ával nyugdíjazták, majd júniusig még a szegedi Egyetemi Könyvtár munkatársa volt.

## Wikipédista tevékenysége
2007. február 28-ától a Wikipédia szerkesztője lett, első szócikkét Czilczer Olga szegedi költőnőről írta. 2008. március 27-én 0:07-kor pedig megírta a Wikipédia online enciklopédia 10 milliomodik szócikkét Nicholas Hilliardról. 2007-től a magyar Wikipédia szerkesztőjeként 129 400 szerkesztést végzett a szócikkeken és ezzel 2017 novemberében a magyar Wikipédia szerkesztői statisztikájában a 2. helyen állt.

## Díjai
- Miniszteri dicséret (1975)
- Szocialista Kultúráért (1981)
- Főtanácsosi cím (1997)
- Oklevél SZTE JATIK (2004)
- Kiváló Wikipédista díj (2008)
- Aranydiploma (SZTE, 2016. szeptember 24.; lásd Díszdiplomások és köztársasági ösztöndíjasok a Bölcsészettudományi Karon. Délmagyarország, 2016. szeptember 24. 9. oldal)

## Társasági tagságai
- Magyar Könyvtárosok Egyesülete
- Szegedi Közéleti Kávéház

## Főbb művei

### Monográfiák
- A Huszadik Század (1900–1919) és a Századunk (1926–1939) körének kapcsolódása. Egyetemi doktori disszertáció tézisei. Szeged, 1981. 5 o. [Kézirat] Benyújtva ELTE BTK.
- A Huszadik Század (1900–1919) és a Századunk (1926–1939) körének kapcsolódása. [Sajtótörténet.] Bölcsészdoktori értekezés. Opponensek: Király István, Voit Krisztina [kézirat] Szeged, 1983, 240 o.
- A Kossuth Nyomda története (1884–1984). Lektorálta Timkó György. Ill. Budapest : Kossuth Nyomda, 1984. 22x28; 321 o. ill.
- A Kossuth Nyomda története (1884–1994). 1–2. köt. ill. 2. bőv. kiad. / Timkó György társszerzővel. Budapest : Kossuth Nyomda, 1994. 22x28; 298; 505 o. ill.
- Gazdaság a dualizmus idején (1867–1918). Ld. Mindszent története és népélete. Mindszent, 1996, 655 o. Pataki ld. 151–190. o. ISBN 9630342243
- A lélektan történetének 80 éve a szegedi egyetemen. Szerk. Szokolszky Ágnes, társszerkesztők: Pataki Márta, Polyák Kamilla. A fejezeteket írták Szokolszky Ágnes, Pataki Márta, D. Csomortán Zoltán Ph.D. hallgató et al. Szeged, JATEPress, 2009, 302 o. ill. ISBN 978-963-482-959-1

### Tanulmányok
- Vezetési módszerek egy hetven év előtti vitában (A könyvtárak történetéből) = Könyvtáros, 1983, 33. évf. 11. sz. 673–674. o.
- Kőhalmi Béla publicisztikája a Századunk /1926–1939/ és az új Huszadik Század /1947–1949/ lapjain. (Bibliográfia a lábjegyzetekben. Német nyelvű rezümével) = Magyar Könyvszemle, 1984, 100. évf. 4. sz. 320–329. o.
- A lélektan 80 éve a szegedi egyetemen (1929–2009).[4] Társszerzőkkel: Polyák Kamilla, Németh Dezső, Szokolszky Ágnes Magyar Pszichológiai Szemle, 64. köt. 4. sz. 2009. december, 671–676. o.

### Publicisztika
- 100 éves a Kossuth Nyomda. Ill. [Cikksorozat. 1–3. rész] = Kossuth Nyomda c. lap, 1984. máj., 8. p., jún., 4–5. p., júl.–aug., 5. p. ill.
- Pallas-Kossuth. Egy százéves nyomda története. = Budapest, 1984. 22. évf. 10. sz. 22–24. p. ill.
- A szegedi nagytáj napsugaras házai. = Délmagyarország, 96. 2006. 162. (júl. 13.), 12. p. ill.

### DVD-ROM
- Hongrie [DVD-ROM] : découverte langue et culture : une méthode interactive pour découvrir la Hongrie, s'initier sa langue et se préparer à la mobilité / producteur: Florence Ducreau ; conception pedagogique: Jenő Németh; coll. Ágoston Nagy, Miklós Nagy, Mme Jenő Németh [N. Pataki Márta], Géza Szász; realisation video: Edit Klucsik. Nancy : Université Nancy ; Szeged : Université de Szeged, 2009

### Szakmai lektorálás
- Felvételi vizsgatesztek (1982–1988) és ajánló bibliográfia történelemből. Gyakorló levelek / Gábor Kálmánné, Klukovitsné Paróczy Katalin, Zsidi Vilmos. Szeged, JATE Kiadó, 1990, 234 o.

### Bibliográfia
- A Társadalomkutatás repertóriuma 1983–1987 / Bakonyi Géza [társszerzővel. Bp.] MTA, 1988, 36 o.

### Recenziók
- Gaál Endre: A Tevan nyomda betűmintái. A mintakönyv hasonmásával. Békéscsaba, 1985. 29 p. 20 t. Ismert. = Magyar Grafika, 1986. 30. évf. 2. sz. 62–64. p.
- Kondor Viktória, M.: A Hornyánszky nyomda és az Akadémia könyvkiadása. Bp., MTA Könyvtára, 1989, 203 p. Ismert. = Hungarológiai Értesítő, 13 (3–4) 1994, 70–71. p.